# Сансет (округ Монтаг'ю, Техас)
Сансет (англ. Sunset) — переписна місцевість (CDP) в США, в окрузі Монтаг'ю штату Техас. Населення — 543 особи (2020).

## Географія
Сансет розташований за координатами 33°26′56″ пн. ш. 97°46′8″ зх. д. / 33.44889° пн. ш. 97.76889° зх. д. (33.449011, -97.768917).  За даними Бюро перепису населення США в 2010 році переписна місцевість мала площу 12,79 км², з яких 12,79 км² — суходіл та 0,00 км² — водойми.

## Демографія
Згідно з переписом 2010 року, у селищі мешкало 497 осіб у 199 домогосподарствах у складі 135 родин. Густота населення становила 39 осіб/км².  Було 236 помешкань (18/км²).
Расовий склад населення:
| - 94,4 % — білих - 1,0 % — чорних або афроамериканців - 0,8 % — корінних американців - 0,2 % — вихідців з тихоокеанських островів - 0,2 % — азіатів - 3,2 % — осіб інших рас |

До двох чи більше рас належало 0,2 %. Частка іспаномовних становила 5,4 % від усіх жителів.
За віковим діапазоном населення розподілялося таким чином: 21,3 % — особи молодші 18 років, 60,6 % — особи у віці 18—64 років, 18,1 % — особи у віці 65 років та старші. Медіана віку мешканця становила 44,3 року. На 100 осіб жіночої статі у селищі припадало 101,2 чоловіків;  на 100 жінок у віці від 18 років та старших — 99,5 чоловіків також старших 18 років.
Середній дохід на одне домашнє господарство  становив 67 711 долар США (медіана — 49 360), а середній дохід на одну сім'ю — 77 442 долари (медіана — 78 214). 
Цивільне працевлаштоване населення становило 137 осіб. Основні галузі зайнятості: сільське господарство, лісництво, риболовля — 47,4 %, роздрібна торгівля — 24,8 %, мистецтво, розваги та відпочинок — 13,1 %, освіта, охорона здоров'я та соціальна допомога — 9,5 %.